# Culture Comedy Award
De Culture Comedy Award was een prijs voor stand-upcomedy in Nederland en België, opgericht in 2003. In 2008 heette de prijs eenmalig MySpace Comedy Award. De prijs heeft tot doel de ontwikkeling van een nieuwe generatie stand-upcomedians. Elk jaar selecteert de organisatie, op basis van voorronden, tien of meer deelnemers. Deze halvefinalisten krijgen een intensieve workshop en een aantal try-outs aangeboden.
Tijdens het finaleweekend kiest een onafhankelijke jury vier of vijf finalisten uit de tien halvefinalisten. Deze mogen daarna strijden om de titel het grootste stand-upcomedytalent en de publieksprijs. Bovendien krijgen alle finalisten een tournee aangeboden langs grote theaters in Nederland en België.

## Halvefinalisten 2003
- Bouke Bruinsma
- Brik van Dyck (finalist)
- Emile Gronert (publieksprijs)
- Evelien de Jong (finalist)
- Lambert-Jan Koops (juryprijs)
- Omar Louchahi
- Jeroen Pater
- John van der Sanden (finalist)
- Thomas Smith
- Stef Vanpoucke
- Jelle Veerman
- Roel C. Verburg (finalist)

De presentatie van het finaleweekend was bij de eerste editie in handen van Claudia de Breij.

## Halvefinalisten 2004
- Bram van der Velde
- Öznur Karaca
- Hilde van den Bulck
- Jeroen Pater
- Menno Stam
- Chris van der Ende (publieks- en juryprijs)
- Dries Postma (finalist)
- Samba Schutte (finalist)
- Larry Kendrick
- Martijn Koning (finalist)
- Bert Gabriëls (finalist)

## Halvefinalisten 2005
- Tim Foncke
- Rory de Groot (finalist)
- Philip Walkate (publieksprijs)
- Jurg van Ginkel
- Frits de Roo
- Ramon Fielmich (finalist)
- Patrick Meijer (juryprijs)
- Victor Mastboom
- David Galle
- Soundos (finalist)

De presentatie van het finaleweekend was bij deze editie in handen van Wilko Terwijn.

## Halvefinalisten 2006
- Omar Ahaddaf
- Bart Cannaerts (juryprijs)
- Dara Faizi †
- Steven Gabriëls (finalist)
- Patrick Laureij
- Dianne Liesker
- Reinier Meijer
- René van Meurs (finalist)
- Timo Septer
- Steven Stol (publieksprijs)

In 2006 besloot de jury van de Culture Comedy Award om slechts vier comedians toe te laten tot de finale. Als reden gaven zij het niveauverschil tussen de vier finalisten en de overige halvefinalisten aan.

## Halvefinalisten 2007
- Jennifer Evenhuis (finalist)
- Michel de Hond
- Patricia Idsinga
- Rutger Lemm (finalist)
- Vincent Van Peteghem
- Michael van Peel (publieks- en juryprijs)
- Thomas Platzer (finalist)
- Ludolf du Pon
- Rebekka Smit (finalist)
- Menno Stam
- Riza Tisserand
- Floor van der Wal (finalist) †

## Halvefinalisten 2008
- Arbi El Ayachi (finalist)
- Sven Ceuppens
- Edson da Graça
- Fuad Hassen (publieks- en juryprijs)
- Evi Heyndrickx
- Matanja Pinto (finalist)
- Riza Tisserand
- Seppe Toremans (finalist)

Voor de editie van 2008 schreven zich volgens de website van deze prijs "bijna 60" kandidaten in, wat een record was. De voorrondes vonden plaats in Groningen, Antwerpen, Amsterdam, Utrecht, Leuven en Gent.
De organisatoren van de prijs kozen er in 2008 voor om slechts acht in plaats van tien of meer halvefinalisten te selecteren. Ook werd er duidelijk gekozen voor meer Belgische locaties, met als opvallendste vernieuwing het laten plaatsvinden van de halve finales en de finales in Antwerpen (Arenbergschouwburg). De presentatie van het finaleweekend in Antwerpen was bij deze editie in handen van Thomas Smith.
Aan de editie 2008 was ook een prijs voor het beste comedyfilmpje verbonden. Alhoewel verschillende kandidaten een filmpje hadden geüpload, werd de prijs niet uitgereikt.

## Halvefinalisten 2009
- Edo Berger
- Steven Mahieu (finalist)
- Arjen van Wifferen (finalist)
- Soula Notos
- Marlon Kicken (publieks- en juryprijs)
- Erhan Demirci (finalist)
- Jeron Dewulf
- Sander Oudkerk

De presentatie van het finaleweekend was in handen van Roel C. Verburg.

## Halvefinalisten 2010
- Vera van Zelm (finalist)
- Wouter Monden (juryprijs)
- William Boeva (publieksprijs)
- Steven Goegebeur (finalist)
- Marike Lenglet
- Victor Luis van Es
- Joost van Hyfte
- Simon Groen

De presentatie van het finaleweekend was in handen van Bert Gabriëls.

## Halvefinalisten 2011
- Kasper van der Laan
- Ralf Jennes
- Guy Folie
- Berit Companjen (finalist)
- Tex de Wit
- Gerthein Boersma (finalist)
- Farbod Moghaddam (finalist)
- Felix Heezemans (publieks- en juryprijs)

De presentatie van het finaleweekend was in handen van Martijn Koning.

## Halvefinalisten 2013
- Soe Nsuki (finalist)
- Jan Linssen (cabaretier) (finalist)
- Jelle Bril (finalist)
- Hicham Ennadre
- Eric van der Woude (publieks- en juryprijs)
- Tom Montfrooy

De presentatie van het finaleweekend was in handen van Leon van der Zanden.

## Halvefinalisten 2014
- Nathan Hallemans (finalist)
- Kasper van der Laan (finalist)
- Bram Martens
- Lukas Lelie (publieks- en juryprijs)
- Jeroen Koster

## Halvefinalisten 2015
- Vanessa Jorissen
- Jasper Posson
- Mark Waumans (finalist)
- Samir Fighil
- Jens Dendoncker (publieks- en juryprijs)
- Rajko Disseldorp (finalist)

Presentatie werd dit jaar verzorgd door Adam Fields (MC). Roel C. Verburg verzorgde het gastoptreden tijdens de finale.